# Aerides odorata
Aerides odorata là một loài thực vật có hoa trong họ Lan. Loài này được Lour. mô tả khoa học đầu tiên năm 1790.

## Hình ảnh

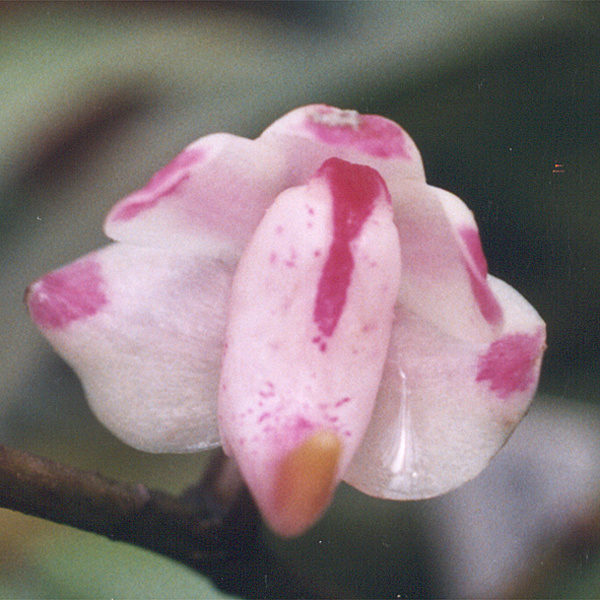
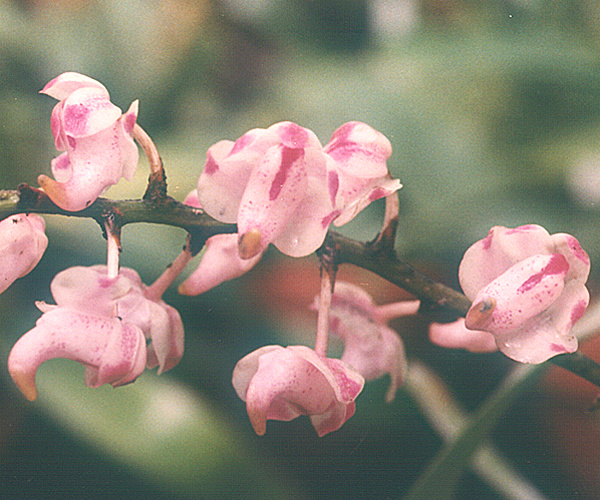
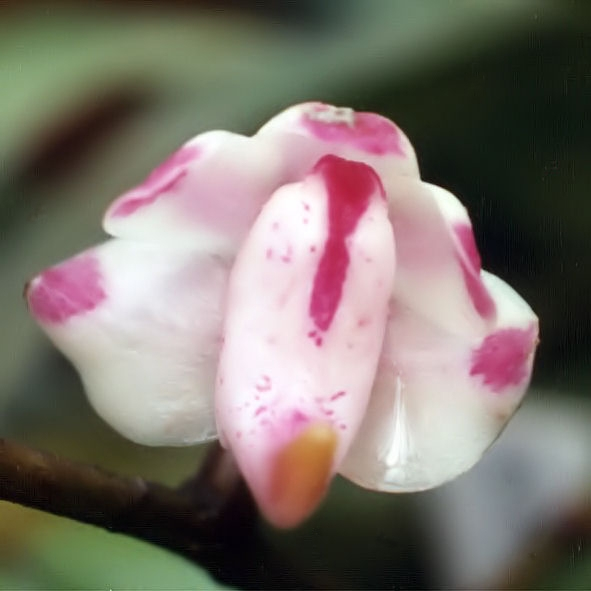
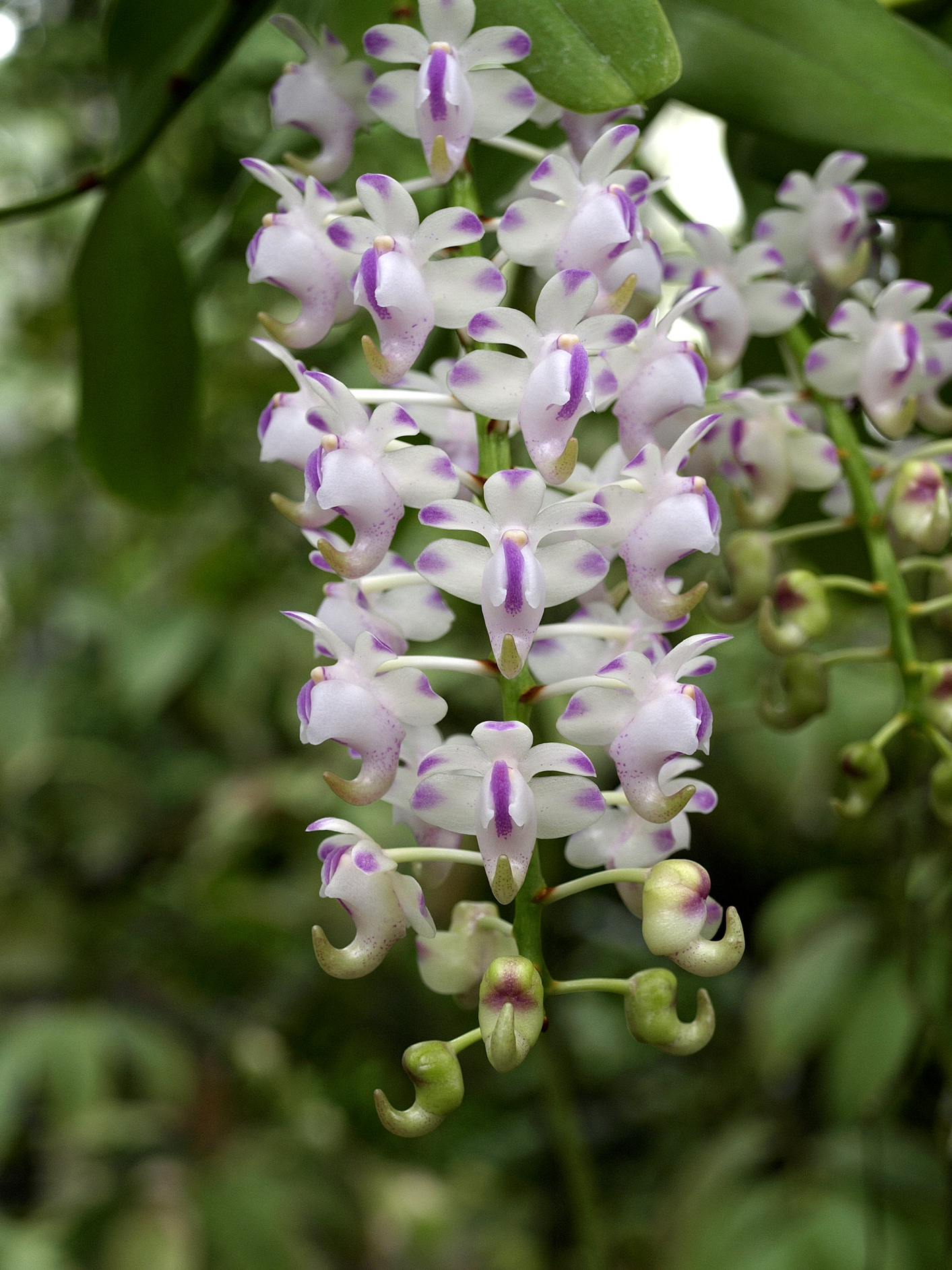